# Sherlock-Preis
Der Sherlock-Preis (Original: Sherlock-priset) war eine populäre schwedische Auszeichnung für Kriminalliteratur. Der Preis wurde von der 1944 gegründeten Stockholmer Boulevardzeitung Expressen im Zeitraum 1955–1986 jeweils für den besten im Jahr veröffentlichten Kriminalroman vergeben. Namensgeber der Auszeichnung war Sherlock Holmes, der literarische Protagonist des britischen Arztes und Autors Arthur Conan Doyle. Mitte der 1980er Jahre beendete die Kulturredaktion von Expressen die Verleihung wegen vermeintlichen Desinteresses ihrer Leserschaft an Kriminalliteratur.

## Preisträger
(Verlags- und Jahresangaben beziehen sich auf die Original- bzw. deutschen Erstausgaben)
| Jahr | Preisträger                        | Romantitel Originaltitel, Verlag, Ort, Jahr           | Deutscher Titel Verlag, Ort, Jahr                                 |
| 1955 | H.-K. Rönblom                      | Höstvind och djupa vatten Norstedt, Stockholm 1955    |                                                                   |
| 1956 | Stieg Trenter                      | Narr på nocken Albert Bonnier, Stockholm 1956         |                                                                   |
| 1957 | Arne Stigson                       | Den resandes ensak Albert Bonnier, Stockholm 1957     |                                                                   |
| 1958 | Folke Mellvig                      | Farligt för familjen Albert Bonnier, Stockholm 1958   |                                                                   |
| 1959 | Kjerstin Göransson-Ljungman        | Mord på auktion Wahlström & Widstrand, Stockholm 1959 |                                                                   |
| 1960 | Vic Suneson                        | Fredag den 14:e Gebers, Stockholm 1960                |                                                                   |
| 1961 | Kerstin Ekman                      | De tre små mästarna Albert Bonnier, Stockholm 1961    | Die drei kleinen Meister Goldmann, München 1962                   |
| 1962 | H.-K. Rönblom                      | Bok över obefintliga Norstedt, Stockholm 1962         |                                                                   |
| 1963 | Jan Ekström                        | Träfracken Albert Bonnier, Stockholm 1963             |                                                                   |
| 1964 | Elvy Ahlbeck                       | Mord utan förbindelse Albert Bonnier, Stockholm 1964  |                                                                   |
| 1965 | Preis nicht vergeben               | Preis nicht vergeben                                  | Preis nicht vergeben                                              |
| 1966 | Tage Giron                         | Gift in i döden Norstedt, Stockholm 1966              | Das weiße Kleid des Todes Knaur, München 2005                     |
| 1967 | Vic Suneson                        | Vem av de sju Geber, Stockholm 1967                   | Wer von den sieben? Volk und Welt, Berlin 1971                    |
| 1968 | Maj Sjöwall/Per Wahlöö             | Den skrattande polisen Norstedt, Stockholm 1968       | Endstation für neun Rowohlt, Reinbek 1971                         |
| 1969 | Jenny Berthelius                   | Den heta sommaren Rabén & Sjögren, Stockholm 1969     |                                                                   |
| 1970 | Tord Hubert                        | Ett mord på vägen Albert Bonnier, Stockholm 1970      |                                                                   |
| 1971 | Olle Högstrand                     | Maskerat brott Norstedt, Stockholm 1971               |                                                                   |
| 1972 | Olov Svedelid                      | Anmäld försvunnen Albert Bonnier, Stockholm 1972      | Als vermißt gemeldet Volk und Welt, Berlin 1976                   |
| 1973 | Sten Wilding                       | Vita frun Zindermans, Göteborg 1973                   |                                                                   |
| 1974 | K. Arne Blom                       | Sanningens ögonblick AWE/Gebers, Stockholm 1974       | Die Stunde der Wahrheit Edition Sven Erik Bergh, Zug/Schweiz 1976 |
| 1975 | Olle Högstrand                     | Från säker källa Forum, Stockholm 1975                |                                                                   |
| 1976 | Tord Hubert                        | Den andres död Albert Bonnier, Stockholm 1976         |                                                                   |
| 1977 | Bertil Mårtensson                  | Växande hot Bokád, Stockholm 1977                     |                                                                   |
| 1978 | Elisabet Kågerman                  | Rabies... Zinderman, Göteborg 1978                    |                                                                   |
| 1979 | Gösta Unefäldt und Valter Unefäldt | Polisen som vägrade svara Stegeland, Göteborg 1979    |                                                                   |
| 1980 | Lars Molin                         | Bomben Alba, Stockholm 1980                           | Die Bombe Rowohlt, Reinbek 1982                                   |
| 1981 | Jan Moen                           | Någon måste dö Plus, Stockholm 1981                   |                                                                   |
| 1982 | Kjell-Olof Bornemark               | Legat till en trolös Norstedt, Stockholm 1982         |                                                                   |
| 1983 | Ulf Durling                        | Lugnet efter stormen AWE/Gebers, Stockholm 1983       |                                                                   |
| 1984 | Preis nicht vergeben               | Preis nicht vergeben                                  | Preis nicht vergeben                                              |
| 1985 | Staffan Westerlund                 | Sång för Jenny Carlsson, Stockholm 1985               |                                                                   |
| 1986 | Carl-Henning Wijkmark              | Sista dagar Norstedt, Stockholm 1986                  | Letzte Tage Gemini, Berlin 2002                                   |